# Chris Wingert
Chris Wingert (ur. 16 czerwca 1982 w Babylon) – amerykański piłkarz występujący na pozycji obrońcy. Zawodnik klubu Real Salt Lake.

## Kariera klubowa
Wingert karierę rozpoczynał w 2000 roku w zespole St. John’s Red Storm z uczelni St. John’s University. W 2003 roku przeszedł do drużyny Brooklyn Knights z USL Premier Development League. W 2004 roku poprzez MLS SuperDraft trafił do Columbus Crew. W MLS zadebiutował 1 maja 2004 roku w zremisowanym 0:0 pojedynku z Dallas Burn. W 2009 roku zdobył z klubem MLS Cup. W Columbus spędził 2 sezony.
W 2006 roku odszedł do Colorado Rapids, również z MLS. Pierwszy ligowy mecz zaliczył tam 3 kwietnia 2006 roku przeciwko Houston Dynamo (2:5). Przez 1,5 sezonu w barwach Colorado rozegrał 16 ligowych spotkań.
W 2007 roku podpisał kontrakt z Realem Salt Lake, także występującym w MLS. Zadebiutował tam 14 lipca 2007 roku w przegranym 0:1 spotkaniu z Kansas City Wizards. W 2009 roku zdobył z zespołem MLS Cup. 23 maja 2010 roku w wygranym 2:1 pojedynku z CD Chivas USA strzelił pierwszego gola w MLS. W latach 2015–2016 grał w New York City FC, a w 2016 wrócił do Real Salt Lake.

## Kariera reprezentacyjna
W reprezentacji Stanów Zjednoczonych Wingert zadebiutował 25 stycznia 2009 roku w wygranym 3:2 towarzyskim meczu ze Szwecją.